# Vidimus
Als Vidimus (lat.: wir haben gesehen) bezeichnet man die beglaubigte Kopie einer Urkunde. Anders als beim Transsumpt bezeugt der Aussteller der Beglaubigung nur die Identität der Vorlage mit der Abschrift. Der Vidimator betont die einwandfreie Beschaffenheit des übernommenen Dokuments: keine Rasuren, keine Korrekturen, das Vorhandensein eines Siegels wird erwähnt. Bisweilen kann dies auch genauer beschrieben werden.